# Apiacás (Mato Grosso)
Apiacás é um município brasileiro no extremo norte do estado de Mato Grosso. Localiza-se a uma latitude 09º32'37" sul e a uma longitude 57º26'57" oeste, estando a uma altitude de 222 metros acima do nível do mar. A população municipal de acordo com o censo do IBGE de 2022 foi de em 8 590 habitantes. Possui uma área de 20 489,024 km². O município se destaca por estar no centro geográfico do Brasil.

## Nome
O nome Apiacás, no plural, é de origem geográfica, referente ao rio Apiacá e à serra dos Apiacás. Por convenção antropóloga, ao se grafar nome de tribo ou nação indígena, nunca se usa o termo no plural, e sim no singular.
A denominação dada ao núcleo de origem do atual município de Apiacás, além da serra e do rio, também homenageia os apiaká, de fala do tronco linguístico tupi, atualmente estabelecido na área indígena apiaká-kayabi, aldeia mairobi, em Juara.

## História
Os primeiros assentamentos da região surgiram em 07 de julho de 1891 quando, no auge da economia da borracha, o governador coronel João Nepomuceno de Medeiros Mallet criou no território do atual município uma agência de arrecadação fiscal.
A economia seringueira declinou, com colonização efetiva de Apiacás dando-se através da INDECO, empresa de Ariosto da Riva.
Em 06 de julho de 1988, pela lei estadual nº 5.322, foi criado o município de Apiacás.

## Últimos prefeitos eleitos
| Ano  | Prefeito           | Partido | Votos | %     | Ref    |
| ---- | ------------------ | ------- | ----- | ----- | ------ |
| 2004 | Silda              | PTB     | 2.201 | 55,16 | [ 11 ] |
| 2008 | Tião Fera          | DEM     | 2.734 | 65,99 | [ 12 ] |
| 2012 | Adalto             | PMDB    | 1.752 | 41,09 | [ 13 ] |
| 2016 | Adalto Zago        | PSDB    | 2.525 | 61,41 | [ 14 ] |
| 2020 | Julio da Papelaria | MDB     | 2.234 | 55,45 | [ 15 ] |